# Turea, Krasnopillea
Turea (în ucraineană Тур'я) este localitatea de reședință a comunei Turea din raionul Krasnopillea, regiunea Sumî, Ucraina.

## Demografie
Componența lingvistică a localității Turea
     Ucraineană (95,37%)
     Rusă (3,96%)
     Alte limbi (0,66%)
Conform recensământului din 2001, majoritatea populației localității Turea era vorbitoare de ucraineană (95,37%), existând în minoritate și vorbitori de rusă (3,96%).